# Avril 1840

## Événements
- 24 avril, France : Alexis de Tocqueville publie chez Gosselin la seconde partie de De la démocratie en Amérique, qui obtient moins de succès que la première.
- 27 avril : le mariage du duc de Nemours et de la princesse Victoire de Saxe-Cobourg-Kohary est célébré au château de Saint-Cloud.

## Naissances
- 2 avril : Émile Zola, écrivain français († 29 septembre 1902).
- 11 avril : Paul Janson, homme politique belge († 19 avril 1913).
- 22 avril : Odilon Redon, peintre, graveur et écrivain français.
- 26 avril : Alexandre Cousebandt d'Alkemade, militaire et homme politique belge († 2 novembre 1922).

## Décès
- 24 avril[1] : Sveinn Pálsson, physicien et naturaliste Islandais.
- 25 avril : Siméon Denis Poisson (né en 1781), mathématicien, géomètre et physicien français.
- 29 avril : Pierre Jean Robiquet (né en 1780), chimiste français.